# 株洲市广播电视台
株洲市广播电视台为中华人民共和国湖南省的一家以株洲市為主要播出地區的廣播電視播出機構，也是中共株洲市委、株洲市人民政府的喉舌。廣播服務開始提供於1959年。電視服務開始提供於1984年3月1日。

## 历史沿革
1951年，株洲市广播收音站创立，负责转播中央人民广播电台和湖南人民广播电台的节目:674-675。1958年10月，中共株洲市委、市人民委员会决定以该广播站为基础建立株洲人民广播电台，并于1959年开始播音。1962年，因中华人民共和国国务院要求各地广播事业调整，电台遂于当年1962年6月1日停办，只留下2名职员办实验电台:127。1964年9月，株洲市广播站重新建立，并于1985年改组为新的株洲人民广播电台，其发射站位于市区鹅颈洲:675,683-684，1986年7月1日，电台恢复播音:127。
1981年6月，株洲市府决定筹建株洲电视台，并由市财政局拨款、企业集资兴建。1982年1月，市府在市区石峰山建成一座50瓦电视差转台，并于1983年6月顶架设了60公尺高、发射机功率1000瓦的电视发射塔，以试验电视讯号发射效果:688，随后，株洲电视台遂于1984年3月1日正式播出:207-208。
2010年，株洲电视台与长沙市广播电视台、湘潭电视台创建了中国大陆第一家专业电视购物频道嘉丽购物频道。2011年9月30日，株洲人民广播电台与株洲市电视台正式合并，组建株洲市广播电视台。

## 旗下資產
截至2024年6月，株洲市广播电视台旗下有一条电视频道，一条广播频率。

### 電視服務
| 頻道名稱     | 语言 | 广播格式                       | 啟播日期     | 频道前身 | 備註                                                   |
| 新闻综合频道 | 汉语 | SDTV 576i 16:9 HDTV 1080i 16:9 | 1984年3月1日 |          | 株洲市第一条电视频道，现时以新闻、时事、专题类节目为主 |

### 電台頻率
| 频道名称（广播） | 频率        | 啟播日期 | 备注  |
| ---------------- | ----------- | -------- | ----- |
| 交通广播         | FM 98.4 MHz |          | [ 7 ] |

### 新媒体
| 平台类别   | 平台类别   | 名称                             |
| ---------- | ---------- | -------------------------------- |
| 网站       | 网站       | 株洲传媒网（页面存档备份，存于） |
| 微信公众号 | 微信公众号 | 新株洲                           |
| 新浪微博   | 新浪微博   | 984株洲交通频道                  |
| 新浪微博   | 新浪微博   | 株洲新闻广播                     |
| APP        | APP        | 新株洲                           |